# The Manila Times
The Manila Times è un quotidiano filippino nato a Manila nel 1898, data che le permette di potersi fregiare di essere il giornale in lingua inglese, tra quelli attualmente ancora in pubblicazione, più antico del paese.
Venne fondato l'11 ottobre 1898 dall'inglese Thomas Gowan, poco dopo l'annuncio dell'imminente Trattato di Parigi, accordo che avrebbe posto fine alla guerra ispano-americana e trasferito il possesso delle Filippine dalla Spagna agli Stati Uniti d'America. Ha la quarta tiratura più ampia dell'arcipelago dopo il Philippine Daily Inquirer, il Manila Bulletin ed il Philippine Star.
Dal 2001 il direttore è l'imprenditore sinofilippino Dante Francis Ang II.